# Latvijas dzelzceļš
Latvijas dzelzceļš abbreviato in LDZ è una azienda ferroviaria della Lettonia, interamente controllata dal governo.

## Rete
La LDZ ha ereditato la rete gestita in precedenza dalle Ferrovie Sovietiche in Lettonia, costituita da circa 2.000 km di ferrovia, la grande maggioranza è a scartamento largo (1.520 mm), sono presenti anche 33 km a scartamento ridotto di 750 mm.

## Sussidiarie
L'azienda possiede sette compagnie sussidiarie: 
- Pasažieru Vilciens (Passeggeri)
- Starptautiskie pasažieru pārvadājumi (Passeggeri internazionali)
- VRC Zasulauks (Immobili)
- LDZ apsardze (Sicurezza)
- LDz infrastruktūra (Gestione infrastruttura)
- LDz Cargo (Merci)
- LDz ritošā sastāva serviss (Manutenzione locomotive)

## Linee gestite
Le linee passeggeri gestite da LDZ sono:
- Ferrovia Torņakalns – Tukums
- Ferrovia Riga – Jelgava
- Ferrovia Jelgava – Liepāja
- Ferrovia Riga – Daugavpils
- Krustpils – Rēzekne – Zilupe

## Collegamenti internazionali
- Riga – Mosca
- Riga – San Pietroburgo
- San Pietroburgo – Rēzekne – Daugavpils – Vilnius